# 8197 Mizunohiroshi
8197 Mizunohiroshi este un asteroid din centura principală de asteroizi.

## Descriere
8197 Mizunohiroshi este un asteroid din centura principală de asteroizi. A fost descoperit pe 15 noiembrie 1993 la Ōizumi de Takao Kobayashi. El prezintă o orbită caracterizată de o semiaxă mare de 2,78 ua, o excentricitate de 0,15 și o înclinație de 7,9° în raport cu ecliptica.